# Niki

Niki (інші назви NIKI або flyNiki, офіційна назва NIKI Luftfahrt GmbH) — колишня австрійська бюджетна авіакомпанія зі штаб-квартирою у Відні. Авіакомпанія обслуговувала регулярні авіарейси між європейськими містами та курортами, а також чартерні авіарейси з Відня, Зальцбургу, Граца, Лінця та Інсбруку.
Припинила діяльність 14 грудня 2017 р. (матеріальні активи передано до Laudamotion)

## Історія

### Ранні роки
У 2003 році Нікі Лауда, австрійський автогонщик та засновник Lauda Air, купує австрійське дочірнє підприємство німецької авіакомпанії Aero Lloyd. Авіакомпанія почала діяльність 28 листопада 2003 року.

### Розвиток у складіAir Berlin

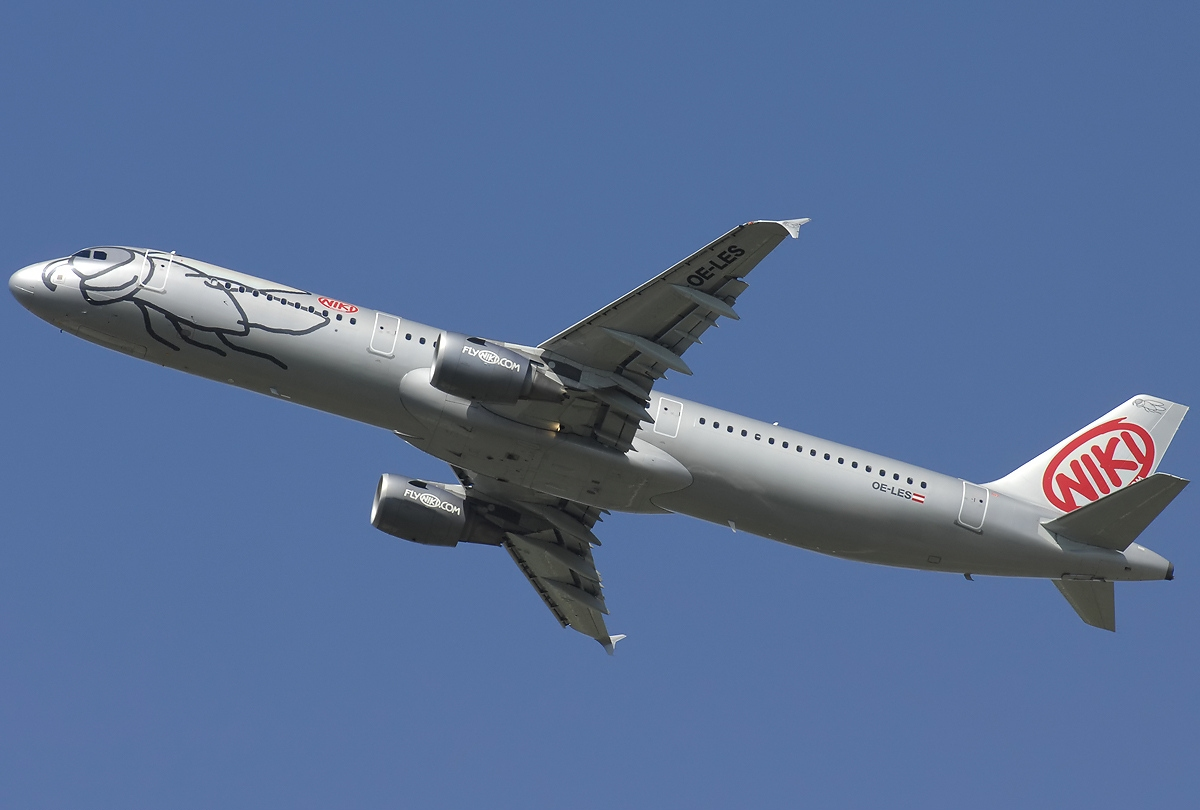
Airbus A321-200 авіакомпанії Niki в лівреї, що використовувалась до 2012 року

9 січня 2004 року Niki оголосили про співпрацю з Air Berlin. Наприкінці 2011 року авіакомпанію було повністю інтегровано з Air Berlin, було об’єднано операційну діяльність, систему бронювання та флот. 20 березня 2012 року Niki стає афільованим членом Oneworld як дочірня компанія Air Berlin. З кінця 2012 року Niki змінює ліврею літаків за схемою Air Berlin, логотип Niki використовується лише на носі літаків. Зазначені зміни впроваджувалися під час чергового техобслуговування літаків C checks.
У жовтні 2014 року Niki було анонсовано скасування польотів з Відня до Копенгагена, Москви та Франкфурту через зменшення попиту. Натомість нові курортні напрямки будуть обслуговуватися починаючи з літа 2015 року. Крім того навесні 2015 року розпочався обмін Embraer 190 авіакомпанії Niki на Airbus A319-100 материнської компанії Air Berlin. В подальшому Embraer-и були передані до Helvetic Airways.

### ПродажEtihad Airways
5 грудня 2016 року материнська компанія Air Berlin оголосила про плани продажу свого пакету акцій Niki (49%) компанії Etihad Airways, що є міноритарним власником Air Berlin. Niki увійде до спільного підприємства, створюваного з німецьким туристичним авіаперевізником TUIfly. В той же час Niki та Air Berlin здійснять обмін кількома літаками з метою оптимізації повітряного флоту. Також було анонсовано, що Niki як учасник нового спільного підприємства отримає кілька курортних маршрутів до південної Європи, північної Африки та Туреччини від Air Berlin. Угода також вимагає дозволів регулюючих органів.
У грудні 2016 року Niki оголосили про зупинення польотів на єдиному маршруті середньої протяжності, з Відня до Абу-Дабі, головної бази Etihad Airways, з березня 2017 року. Пізніше Niki анонсували плани по скасуванню всіх 12 нетуристичних маршрутів з Відня до таких міст як Мілан та Цюрих  з 30 березня 2017 року. У січні 2017 року було повідомлено про припинення польотів до та з Лінця в рамках проведення реструктуризації. У 2017 році Niki зменшили кількість польотів з Австрії до 56 на тиждень у 20 напрямках  порівняно з 34 напрямками у 2016 році. Невдовзі було анонсовано, що Niki переберуть на себе декілька туристичних маршрутів Air Berlin у Німеччині.

## Напрямки
Niki обслуговує регулярні та чартерні рейси до кількох країн Європи – чартери здійснюються в основному до Греції, Туреччини, Єгипту та Марокко з Відня, Зальцбургу, Граца та Інсбруку. Продаж авіаквитків здійснюється також материнською авіакомпанією Air Berlin.

## Партнерство
Niki мала код-шерінгові угоди з наступними авіакомпаніями:
- Air Berlin
- Air Serbia
- Air Seychelles
- Alitalia
- American Airlines
- Etihad Airways
- Finnair
- Iberia
- Royal Jordanian
- SriLankan Airlines
- Virgin Australia